# Ганс Ланге
Не плутати з іншим підводником, Гансом-Гюнтером Ланге!
Ганс Ланге (нім. Hans Lange; 29 травня 1915, Бремен — 15 вересня 1942, Атлантичний океан) — німецький офіцер-підводник, капітан-лейтенант крігсмаріне.

## Біографія
5 квітня 1935 року вступив на флот. З березня 1938 року служив в навчальному дивізіоні 5-ї дивізії есмінців. З листопада 1940 по квітень 1941 року пройшов курс підводника, в квітні-травні — курс командира підводного човна. З 5 травня 1941 по 15 січня 1942 року — командир підводного човна U-61, з 28 березня 1942 року — U-261. 8 вересня вийшов у свій перший і останній похід. 15 вересня U-261 був потоплений в Північній Атлантиці північно-західніше Фарерських островів (59°50′ пн. ш. 09°28′ зх. д.) глибинними бомбами британського бомбардувальника «Вітлі» з 58-ї ескадрильї ВПС Великої Британії . Всі 43 члени екіпажу загинули.

## Звання
- Кандидат в офіцери (5 квітня 1935)
- Морський кадет (25 вересня 1935)
- Фенріх-цур-зее (1 липня 1936)
- Оберфенріх-цур-зее (1 січня 1938)
- Лейтенант-цур-зее (1 квітня 1938)
- Оберлейтенант-цур-зее (1 жовтня 1939)
- Капітан-лейтенант (1 вересня 1942)

## Нагороди
- Медаль «За вислугу років у Вермахті» 4-го класу (4 роки)